# Rui Komatsu
Rui Komatsu (født 29. august 1983) er en japansk fodboldspiller.
Han har spillet for flere forskellige klubber i sin karriere, herunder Cerezo Osaka, V-Varen Nagasaki, Kawasaki Frontale, Oita Trinita og Giravanz Kitakyushu.